# XVII Giochi del Pacifico
I Giochi del Pacifico del 2023, ufficialmente noti come i XVII Giochi del Pacifico, sono stati un evento multisportivo continentale per i paesi e i territori dell'Oceania che si è tenuto ad Honiara, nelle Isole Salomone, tra il 19 novembre e il 2 dicembre 2023. Questa è stata la prima volta che le Isole Salomone hanno ospitato i Pacific Games.
I Giochi erano originariamente programmati per il 16-29 luglio 2023. Tuttavia, nel luglio 2021, gli organizzatori dei Giochi hanno richiesto un cambio di data a causa dei ritardi nella preparazione dei Giochi causati dalla pandemia di COVID-19 nelle Isole Salomone.

## Selezione
Due paesi hanno espresso interesse e lanciato offerte per ospitare i XVII giochi. Tahiti, Polinesia francese, che ha ospitato l'evento nel 1971 e nel 1995, è stata la prima ad esprimere la propria intenzione di ospitare i Giochi del 2023 durante l'Assemblea generale del Pacific Games Council (PGC) a Port Moresby nel luglio 2015. L'altro offerente, le Isole Salomone, nel 2016 ha espresso interesse per il primo ministro Manasseh Sogavare che ha lanciato la candidatura del paese per un potenziale primo ospite dell'evento quadriennale. L'11 maggio 2016, durante l'Assemblea Generale del PGC a Port Vila, con la decisione presa dai 22 membri del PGC ha assegnato i diritti di hosting alle Isole Salomone. Secondo quanto riferito, il margine di vittoria era di un solo voto.

## Discipline
Nell'edizione 2023 sono previste competizioni nelle seguenti 24 discipline sportive (titoli in gioco fra parentesi):
- Atletica leggera (48)
- Bodybuilding (12)
- Calcio:
  - Calcio (2)
  - Beach soccer (2)
  - Calcio a 5 (Futsal) (2)
- Canoa polinesiana (va'a) (12)
- Golf (4)
- Hockey su prato:
  - Hockey 5’s (2)
- Judo (14)
- Karate (16)
- Netball (1)
- Nuoto, anche in acque libere (42)
- Pallacanestro:
  -  Pallacanestro (2)
  -  Pallacanestro 3x3 (2)
- Pallavolo:
  -  Beach volley (2)
  -  Pallavolo (2)
- Powerlifting (15)
- Pugilato (13)
- Rugby a 7 (2)
- Rugby a 9 (2)
- Sollevamento pesi (60)
- Taekwondo (18)
- Tennis (7)
- Tennistavolo (11)
- Tiro con l'arco (10)
- Touch rugby (3)
- Triathlon (6)
- Vela (6)

## Partecipanti
Sono previsti i 22 paesi della Pacific Games Association (PGA), la Nuova Zelanda e l'Australia, questi due ultimi paesi con partecipazione ristretta.